# Villebahn 1 bis 5
Die normalspurigen Tenderlokomotive 1 bis 5 der Villebahn waren von der Firma Henschel in Kassel mit den Fabriknummern 5979, 5980, 13303, 14290 und 15187 hergestellte Industrielokomotiven der Bauart C n2t. Sie wurden in der Zeit von 1901 bis 1917 in fünf Exemplaren  beschafft.
Alle fünf Lokomotiven waren im Umfeld der Villebahn in den angrenzenden Werken als Rangierlokomotiven beschäftigt. Sie wurden noch von Rheinbraun übernommen und haben die Betriebsnummer 312, 313, 330–332 erhalten. Sie wurden bis 1965 ausgemustert und verschrottet.

## Geschichte
Die Lokomotiven entstanden zur Zeit der Henschel Typ Bismarck, waren jedoch keine Regeltypen, sondern eine Sonderform für Braunkohlenbetriebe. Im Henschel-Betriebskatalog sind sie unter der Bezeichnung BIAG Zukunft aufgeführt und tragen das Codewort bohru. In der Henschel-Lieferliste war keine Typbezeichnung eingetragen, man erkennt die Lokomotiven dort an der Bauartbezeichnung C-n2t oder Ct und der Eigentümerbezeichnung. Die Lokomotiven wurden im Bereich der Villebahn im werksinternen Rangierdienst verwendet und wurden nicht auf der Strecke mit ihren starken Steigungen eingesetzt. In den 1960er Jahren wurden sie von Diesellokomotiven abgelöst.
Die Dampflokomotiven wurden 1961, 1963 und 1965 verschrottet.

## Technik
Auch die Lokomotiven entsprachen den Konstruktionsprinzipien der Preußischen T 3 und haben eine Umkonstruktion für die Erfordernisse des Braunkohlebergbaues erhalten. Das ist schon äußerlich durch den Funkenfängerschornstein und den erhöhten Aufsatz am Kohlekasten für den Mehrverbrauch der Braunkohle zu sehen. Die bei den Villebahnloks üblichen zwei Luftpumpen tragen die Lokomotiven nicht und sind so als Rangierloks zu sehen.
In dem Plattenrahmen sind keine Wasserkastenrahmen integriert, der Wasserkasteninhalt wird in den seitlichen Kästen mitgeführt. Die Räder haben einen ungleichmäßigen Radabstand, gefedert wurden die Achsen oberhalb der Radlager mittels Blattfedern, die untereinander mit Ausgleichshebeln verbunden sind. Die Steuerung der Bauart Heusinger wurde mit Flachschieber praktiziert, der Kreuzkopf wurde einschienig auf der Gleitbahn geführt. Sie besitzen Druckluftbremse in Ausführung als Klotzbremse. Alle Räder wurden einseitig von vorn abgebremst.